# Max Lykov
Maksim 'Max' Vasiljevitsj Lykov (1987/1988) is een Russisch professioneel pokerspeler. Hij won onder meer het €4.700 No Limit Hold'em - Main Event van het European Poker Tour (EPT)-evenement in Kiev 2009 (goed voor een hoofdprijs van €330.000,- of $468.804,-) en het $1.000 No Limit Hold'em-toernooi van het PokerStars Caribbean Adventure 2010 (goed voor $100.000,-). Hij werd benoemd tot Player of the Year van het zesde EPT-seizoen
Lykov verdiende tot en met juni 2014 meer dan $3.100.000,- in pokertoernooien, cashgames niet meegerekend. In oktober 2010 werd hij opgenomen in Team PokerStars Pro.

## Wapenfeiten
Lykov begon in 2005 te pokeren toen hij nog techniek studeerde aan de universiteit. Hij maakte in mei 2009 voor het eerst zijn aanwezigheid kenbaar in de professionele pokerwereld door onder meer het €3.000 VIP No Limit Hold'em-toernooi van de Red Sea Poker Cup 2009 in Sharm el-Sheikh te winnen. Twee maanden later speelde hij zich voor het eerst in de prijzen op een toernooi van de World Series of Poker (WSOP). Hij werd op de WSOP 2009 derde in de $5.000 No Limit Hold'em - Shootout, achter de Amerikaan Andrew Lichtenberger en winnaar Peter Traply uit Hongarije. De $145.062,- die Lykov hiermee won, was zijn hoogste geldprijs tot op dat moment.
Op de World Series of Poker 2011 won Lykov zijn eerste WSOP-titel door het $1.000 No Limit Hold'em-toernooi op zijn naam te schrijven, goed voor $648.880,-. Na drie dagen spelen, waren er nog negen spelers over van de 4576 die aan het toernooi begonnen. Lykov begon aan dag vier met een ruime voorsprong in fiches op de rest van de tafel en stond die leiding nooit meer af.
In het eerste EPT-toernooi waarin Lykov zichzelf in augustus 2009 in het prijzengeld speelde, won hij direct het hoofdtoernooi en zijn eerste officiële EPT-titel. In Kiev liet hij 295 tegenstanders achter zich, waaronder de Nederlander Adrian Schaap (zesde) aan de finaletafel. Hij bereikte in april 2011 ook de finaletafel van het hoofdtoernooi van de EPT San Remo. Ditmaal werd hij vierde (van 987 deelnemers). Het leverde hem nog eens €290.000,- (of $422.679,-) op.
Net als op de WSOP en EPT verdiende Lykov ook zijn eerste prijs op de World Poker Tour (WPT) aan een finaletafel. Hij werd in februari 2011 zevende in het €3.000 No Limit Hold'em - Main Event van de WPT Venice in Venetië. Zijn prestatie was ditmaal goed voor €42.810,- (of $58.400,-).

## Titels
Lykov won verschillende proftoernooien die niet tot de titelevenementen van de WSOP, WPT of EPT behoren, zoals:
- het €3.000 VIP No Limit Hold'em-toernooi van de Red Sea Poker Cup 2009 in Sharm el-Sheikh ($69.797,-)
- het $1.000 No Limit Hold'em-toernooi van het PokerStars Caribbean Adventure 2010 ($100.000,-)
- het €780 No Limit Hold'em - Short Handed-toernooi van het Partouche Poker Tour Main Event in Cannes 2010 (€40.314,- of $51.120,-)
- het €1.000 No Limit Hold'em-toernooi van de EPT Praag 2010 (€24.400,- of $32.261,-)

## WSOP-titel
| Jaar                       | Toernooi                 | Prijs      |
| -------------------------- | ------------------------ | ---------- |
| World Series of Poker 2011 | $ 1.000 No Limit Hold'em | $648.880,- |